# Butzenscheibenlyrik
Butzenscheibenlyrik (auch „Goldschnittlyrik“) ist eine abwertende Bezeichnung für eine Gruppe sentimentaler, historisierender Lieder, Balladen und Verserzählungen in der zweiten Hälfte des 19. Jahrhunderts.

## Merkmale
Die Dichtungen thematisieren ideologisierte nationalheroische Motive der Ritterkultur, des Minnesangs und der pseudomittelalterlichen Wein-, Burgen- und Vagantenromantik. Die verklärende Tendenz spiegelt sich auch in äußeren Kennzeichen, wie beispielsweise die Verwendung von lateinischen oder mittelhochdeutschen Vokabeln, altertümelnde Phrasen sowie eine malerische Rhetorik.

## Begriffsgeschichte
Die Ursprünge liegen in der Gründung des zweiten Kaiserreiches unter Wilhelm I. 1871. Damals erstarkte das Interesse am deutschen Mittelalter als Quelle und Ursprung einer reinen deutschen Nationalgesinnung. Ähnliche Strömungen finden sich auch in anderen literarischen Gattungen, zum Beispiel in Form des historischen Romans oder Dramas.
Ursprung der Bezeichnung sind die Butzenscheiben: kleine, runde, nach einem mittelalterlichen Verfahren hergestellte Glasscheiben, die im Zuge der romantischen Mittelalter-Sehnsucht im 19. Jahrhundert wieder beliebter wurden. Den Begriff prägte der deutsche Schriftsteller, „Dichterfürst“ und Nobelpreisträger für Literatur Paul Heyse.

## Personen
Als Vorläufer und Vorbilder der Butzenscheibenlyrik sind Gottfried Kinkel, Otto Roquette und vor allem Joseph Victor von Scheffel (1826–1886) zu sehen. Hauptvertreter waren Rudolf Baumbach (auch: Paul Bach, 1840–1905) und Julius Wolff (1834–1910). Der Butzenscheibenlyrik nahe stehen Carl Friedrich Wilhelm Jordan, Karl Stieler und Friedrich Wilhelm Weber. Erklärte Gegner fand die Butzenscheibenlyrik ab 1890 in der Strömung des Naturalismus um Hermann Conradi und Arno Holz.